# Айригет
Айригет — река, протекающая в Армении, в Сюникской области. Берёт своё начало в западной части Баргушатского хребта у перевала Эшак-Мейдан. Протекает через город Дастакерт, сёла Ахлатян, Азнвамори и ряд других. Впадает в Толорское водохранилище на реке Сисиан у села Толорс. Длина реки составляет 22 км.